# 巴氏梅花鱸
巴氏梅花鱸為條鰭魚綱鱸形目鱸科梅花鱸屬的其中一種，分布於歐洲黑海盆地上的多瑙河及第聶伯河流域，可做為食用魚。

## 命名
本魚由捷克魚類學家兼政治家尤拉伊·霍爾契克及K.亨塞爾在1974年命名。
本魚的種小名「baloni」是為了致敬加拿大魚類學家尤金·科內爾·巴隆而以其姓氏命名本魚。

## 分布
本魚原生分布於歐洲黑海盆地上的多瑙河及第聶伯河流域，包括了奧地利、波士尼亞和黑塞哥維那、保加利亞、克羅埃西亞、捷克、德國、匈牙利、摩爾多瓦、羅馬尼亞、塞爾維亞、斯洛伐克、斯洛維尼亞、烏克蘭。
本魚為淡水魚類，大洋底棲性，適應水體酸醎值pH 6.8 - 7.8，硬水值10 - 20 dH。
本魚為溫帶魚類，分布範圍從北緯74度至北緯43度、東經6度至東經169度。適應溫度10°C至20°C。

## 形態
本魚為中小型魚，最大標準體長可達15.0公分。本魚體形呈紡錘形，背鰭硬棘14–16枚。本魚不同於其他同屬魚種的特徵為：本魚體高為27-30%標準體長：還有，本魚側腹灰色、具有少量大的不規則黑斑，以及背棘數為14–16枚。。

## 生態
本魚棲息於沙質與泥質底部的回水區，以及水流適中的開闊大河。從河川主流洄游至回水區產卵。夜行性，以小型無脊椎動物為食。
雄魚在1至2歲達性成熟、雌魚則在2至3歲。在開放水域產卵、體外受精、不守護卵，卵分散沉在水底。繁殖期在每年的4月到5月。

## 經濟利用
本魚非利用或經濟對象。

## 保護現狀
本魚分布廣泛，未見任何重大威脅，國際自然保護聯盟於2023年將歐盟27國及全球兩者均評估為「無危物種」。

## 風險管理
本魚予人類無害。